# 福富貞家
福富 貞家（ふくずみ さだいえ、生没年不詳）は、戦国時代の武将。子に福富秀勝がいる。通称平太郎。

## 概要
福富貞吉（七郎左衛門）の子。美濃国山県郡福富の住人で、はじめ斎藤道三に仕えたが濃姫の輿入れより織田氏家臣となり、織田信長に仕えた  。
福富氏は、古くは、鎌倉御家人の梶原景時の家来だったようで、福富国秀が福冨家の初代と言われている。梶原一族が討伐された際に、梶原7人衆のひとりに国秀がおり、美濃国に逃れた。その後、清和源氏土岐氏支流の明智一族とされている。

## 関連作品
映画
- レジェンド&バタフライ（2023年、東映 演：伊藤 英明）

書籍
- 国盗り物語